# Hein Bloemen
Mr H.L.M. (Hein) Bloemen (Enschot 22 juli 1949) is een Nederlandse politicus namens het Christen-Democratisch Appèl (CDA). 

## Levensloop
Hein Bloemen groeide op in Enschot en Tilburg. In 1959 ging hij naar kostschool: het St Nicolaasinstituut te Oss. Daar behaalde hij in 1965 zijn Mulodiploma waarna hij terugging naar Tilburg. 
Bloemen behaalde zijn diploma HBS-b aan het Odulphuslyceum te Tilburg (1969). Vervolgens studeerde hij Rechten aan de Rijksuniversiteit Utrecht, afstudeerrichting Staats-en Administratief Recht (1969-1975). Na zijn studie vervulde Bloemen zijn dienstplicht als officier Koninklijke luchtmacht bij de Arrondissementskrijgsraad te Arnhem en de Mobiele Krijgsraad Buitenland Luchtmacht.
Na zijn dienstplicht ging hij werken als jurist op het Kabinet van de Commissaris van de Koningin in de provincie Gelderland. Daar heeft Bloemen 17 jaar diverse functies vervuld, laatstelijk als Chef Kabinetszaken en plaatsvervangend Chef Kabinet.
In 1990 werd hij raadslid voor het CDA in de gemeenteraad van Arnhem. Vanaf 1994 was hij in deze gemeente wethouder. Hij had daar onder andere de portefeuilles openbare werken en milieu, volksgezondheid, wijkwethouder Spijkerkwartier.
In september 2000 werd hij burgemeester van de gemeente Driebergen-Rijsenburg. Vanaf 2004 was hij tevens waarnemend burgemeester van Maarn. Van september 2005 tot juli 2014 was hij burgemeester van Berkelland. Hij is daar opgevolgd door Joost van Oostrum. Van 19 april 2016 tot 11 mei 2017 was Bloemen waarnemend burgemeester van Renkum. Daar is op 12 mei 2017 Agnes Schaap geïnstalleerd als opvolger.
Bij de Algemene Gelegenheid 2006 werd Bloemen benoemd tot Ridder in de Orde van Oranje Nassau. De versierselen werden hem opgespeld door Boele Staal, de Commissaris van de Koningin in de provincie Utrecht. 
Hein L.M.Bloemen is getrouwd met Mirjam Louise van Lanschot. Zij hebben drie kinderen